# Ізотоміди
Ізотоміди (Isotomidae) — родина колембол із надродини Isotomoidea (Entomobryomorpha). Зустрічаються по всьому світу, зокрема в Антарктиді.

## Опис
Тіло овально-видовжене з фуркулою (стрибальний відросток). Голова, як правило, прогнатична (з ротовими органами, зверненими вперед). Макрохети в передній частині 2-го сегмента грудей і лусочки на тілі відсутні.

## Класифікація
Відомо близько 1100 видів. Колемболи родини Isotomidae належать до надродини Isotomoidea із підряду Entomobryomorpha (чи ряду).
- Підродина Anurophorinae — 344 види[4]
  - Рід Antarctophorus — 1 вид
  - Рід Anurophorus — 52 види
  - Рід Blissia — 2 види
  - Рід Cryptopygus — 86 видів (Cryptopygus antarcticus)
  - Рід Cylindropygus — 1
  - Рід Dagamaea — 4
  - Рід Gressittacantha — 1
  - Рід Haploisotoma — 1
  - Рід Hemisotoma — 5
  - Рід Isotominella — 2
  - Рід Isotomodella — 6
  - Рід Isotomodes — 34
  - Рід Jesenikia — 2
  - Рід Micranurophorus — 2
  - Рід Mucrosomia — 2
  - Рід Neocryptopygus — 1
  - Рід Pectenisotoma — 1
  - Рід Proctostephanus — 6
  - Рід Proisotomodes — 2
  - Рід Pseudanurophorus — 12
  - Рід Rhodanella — 1
  - Рід Sibiracanthella — 3
  - Рід Stachanorema — 3
  - Рід Tetracanthella — 97
  - Рід Tuvia — 2
  - Рід Uzelia — 13
  - Рід Womersleyella — 1
  - Рід Yosiiella — 1

- Підродина Proisotominae Stach, 1947—462 видів[6]
  - Рід Appendisotoma — 21 вид
  - Рід Archisotoma — 25
  - Рід Arlea — 7
  - Рід Ballistura — 23
  - Рід Bonetrura — 1
  - Рід Burmisotoma — 1
  - Рід Clavisotoma — 14
  - Рід Cliforga — 1
  - Рід Dimorphotoma — 2
  - Рід Folsomia — 159 видів
  - Рід Folsomides — 62
  - Рід Folsomina — 5
  - Рід Gnathisotoma — 4
  - Рід Gnathofolsomia — 2
  - Рід Guthriella — 1
  - Рід Mucrotoma — 1
  - Рід Narynia — 3
  - Рід Proisotoma — 77
  - Рід Pseudofolsomia — 2
  - Рід Scutisotoma — 29
  - Рід Strenzketoma — 1
  - Рід Subisotoma — 14
  - Рід Villusisotoma — 2
  - Рід Weberacantha — 5

- Підродина Isotominae Schäffer, 1896—473 види[7]
  - Рід Aackia — 1 вид
  - Рід Acanthomurus — 6
  - Рід Agrenia — 9
  - Рід Antarcticinella — 1
  - Рід Araucanocyrtus — 1
  - Рід Axelsonia — 8
  - Рід Azoritoma — 1
  - Рід Cheirotoma — 1
  - Рід Desoria — більше 93 видів (у тому числі Глетчерна блоха)
  - Рід Folsomotoma — 9
  - Рід Granisotoma — 5
  - Рід Halisotoma — 8
  - Рід Heteroisotoma — 4
  - Рід Hydroisotoma — 1
  - Рід Isotoma — 79
  - Рід Isotomedia — 1
  - Рід Isotomiella — 46
  - Рід Isotomurus — 70
  - Рід Marisotoma — 3
  - Рід Martynovella — 2
  - Рід Metisotoma — 2
  - Рід Micrisotoma — 1
  - Рід Mucracanthus — 2
  - Рід Myopia — 1
  - Рід Najtia — 1
  - Рід Octodontophora — 1
  - Рід Paracerura — 2
  - Рід Parisotoma — 26 (Parisotoma octooculata)
  - Рід Pentacanthella — 1
  - Рід Procerura — 13
  - Рід Protodesoria — 1
  - Рід Protoisotoma — 2
  - Рід Psammisotoma — 5
  - Рід Pseudisotoma — 8
  - Рід Pseudosorensia — 4
  - Рід Pteronychella — 4
  - Рід Rhyniella — 1
  - Рід Sahacanthella — 1
  - Рід Secotomodes — 2
  - Рід Semicerura — 3
  - Рід Sericeotoma — 1
  - Рід Setocerura — 6
  - Рід Sibirisotoma — 1
  - Рід Spinocerura — 2
  - Рід Tiancanthella — 1
  - Рід Tibiolatra — 1
  - Рід Tomocerura — 6
  - Рід Vertagopus — 25

- Підродина Pachyotominae Potapov M. B., 2001 — 30 видів[8]
  - Рід Coloburella — 8 видів
  - Рід Jestella — 2
  - Рід Pachyotoma — 16
  - Рід Paranurophorus — 1 вид
  - Рід Propachyotoma — 1 вид